# Liga Deportiva de Fútbol de Rojas
La Liga Deportiva de Fútbol de Rojas es una liga regional de fútbol en la provincia de Buenos Aires, República Argentina. Tiene su sede en la calle Leandro N. Alem n° 669 de la ciudad de Rojas, y fue fundada el 18 de mayo de 1941. Su jurisdicción comprende al Partido de Rojas.
La Liga está afiliada a la Asociación del Fútbol Argentino a través de su ente rector del fútbol indirectamente afiliado, el Consejo Federal del Fútbol Argentino. Esto permite a los campeones de la Liga competir en el Torneo Regional Federal Amateur, que representa la cuarta categoría del fútbol argentino y abre la vía para el ascenso a categorías que desembocan en la Primera División. Para la edición 2023/24 están clasificados por mérito deportivo los clubes Argentino y Jorge Newbery, respectivos campeones del Interligas Colón/Rojas y la temporada 2022 respectivamente.

## Historia
Al igual que muchos clubes y Ligas, la Liga Deportiva de Fútbol de Rojas tiene sus orígenes con la inmigración inglesa. En este caso fueron los fundadores del Irlandés-Argentino Athletic Club en 1898. Este Club participó en 1901 de un campeonato provincial jugado en Mercedes.
Seis clubes le dieron origen, un 18 de mayo de 1941 a la Liga: Argentino, Jorge Newbery, Boca Juniors y River Plate, de Rojas; San José de Roberto Cano y 12 de Octubre de Ferré. Dos de estos clubes, Argentino y Jorge Newbery, ya estaban disputando torneos en la Liga de Fútbol de Pergamino. Su primera comisión directiva estuvo compuesta por el Dr. Alberto Helguera (Presidente); Juan Picabea (Vicepresidente); Marcelo Levin (Secretario); José Oltra (Tesorero); Arnaldo Alexio Rodríguez (Vocal 1), Ramón Padía (Vocal 2), Pedro Bramati (Vocal 3), Angel Farela (Vocal 4) e Isidro Farías (Vocal 5) y Esteban Balín (Secretario-Gerente).
En 1942, la Selección de la Liga participó por primera vez en el Campeonato Argentino. En 1954 dicha Selección llegó a la final de la etapa provincial del Campeonato Argentino, en donde cayó ante Pergamino.
En 1964 se anexó la Liga Independiente de Fútbol de Rojas, primero con su propio torneo, y luego con el torneo unificado.
En 1965 el Consejo Federal reemplazó el viejo Campeonato Argentino por un Campeonato de Campeones, con Argentino siendo el primer participante rojense. El Huracán en 1981 y San José (Roberto Cano) en 1983, además, pudieron alzarse con los primeros títulos para la Liga en la Federación Norte de Fútbol.
En 1971 se consiguieron los terrenos para el levantamiento de la sede.
Desde 2006, sus clubes participan en torneos Interligas, inicialmente con la Liga de Pergamino, Salto y Colón. En 2010 se abandona la unión con Pergamino y las Ligas de Rojas, Salto y Colón comienzan a participar de un torneo masivo de Siete Ligas junto a las de Junín, Chacabuco, Bragado y General Arenales. Esta unión deportiva duró hasta 2014, año en que la Liga de Rojas escindió junto con la de General Arenales. Una nueva Unión Regional tuvo lugar junto a la de Colón, por un lapso de 10 años, en 2021. En 2023 se reforma la Unión Seis Ligas, esta vez junto a Junín, Chacabuco, General Arenales, Colón y Pergamino.

### Presidentes
| Período   | Presidente          |
| --------- | ------------------- |
| 1941-1942 | Alberto Helguera    |
| 1943-1945 | Juan Carlos Bancini |
| 1945-1946 | José Barrueco       |
| 1946-1947 | Alberto Vermal      |
| 1947-1948 | Pedro F. Hegoburu   |
| 1949-1961 | Alberto Vermal      |
| 1961-1978 | José Martini        |
| 1979-1981 | Alfredo Fernández   |
| 1982-1984 | José Alcobé         |
| 1985-1988 | Ángel Maggiolo      |
| 1990-2000 | Francisco Boveri    |
| 2001-2003 | Otto García         |
| 2004-2006 | Eduardo Alcobé      |
| 2007-2008 | Hugo Aguer          |
| 2009-2010 | Eduardo Alcobé      |
| 2011-2022 | Hugo de Antoni      |
| 2023-...  | Manuel López        |

## Clubes registrados

### Clubes activos de fútbol masculino en 2023
Los siguientes clubes forman parte del Torneo Clausura 2023 de Rojas:
| Equipo                      | Ciudad        | Primera | Sub-17 | Sub-15 | Sub-13 | Sub-12 | Notas |
| --------------------------- | ------------- | ------- | ------ | ------ | ------ | ------ | --- |
| Club Atlético Argentino     | Rojas         | Si      | Si     | Si     | Si     | Si     | |
| Club Atlético Boca Juniors  | Rojas         | Si      | Si     | Si     | No     | Si     | |
| Club Atlético El Huracán    | Rojas         | Si      | Si     | Si     | Si     | Si     | Afiliado en 1949. También supo jugar en la Liga Deportiva de Colón.También supo obtener el Campeonato de Campeones de la Federación Norte de Fútbol en 1981. |
| Club Atlético Jorge Newbery | Rojas         | Si      | Si     | Si     | Si     | Si     | También supo jugar en las Ligas de Pergamino y Rojas. |
| Club Carabelas              | Las Carabelas | Si      | No     | No     | No     | No     | |
| Club Deportivo Unión        | Las Carabelas | Si      | No     | Si     | Si     | No     | Afiliado en 1943. También supo jugar en la Liga Deportiva de Colón.                                                                                          |
| Nuevo Club Juventud         | Rojas         | Si      | Si     | Si     | Si     | Si     | Afiliado en 1949. También supo jugar en la Liga Deportiva de Colón. Anteriormente conocido como Club Atlético Juventud.                                      |

### Clubes activos de fútbol femenino en 2023
Los siguientes clubes forman parte del Torneo Clausura 2023 de Rojas:
| Equipo                      | Ciudad | Notas |
| --------------------------- | ------ | ----- |
| Club Atlético Argentino     | Rojas  |       |
| Club Atlético Boca Juniors  | Rojas  |       |
| Club Atlético Jorge Newbery | Rojas  |       |
| Nuevo Club Juventud         | Rojas  |       |

### Otros clubes
| Equipo                                  | Ciudad             | Estado      | Notas |
| --------------------------------------- | ------------------ | ----------- | --- |
| Club Almirante Brown                    | Rojas              | Desafiliado | También supo jugar en las Ligas de Pergamino y Rojas. |
| Club Atlético 12 de Octubre             | Ferré              | Desafiliado | Club fundador de la Liga. Reafiliado en 1954. También supo jugar en la Liga Deportiva de Colón.Participa de la Liga Deportiva de General Arenales.              |
| Club Atlético Colonial                  | Ferré              | Desafiliado | Afiliado en 1953. También supo jugar en la Liga Deportiva de Colón.Participa de la Liga Deportiva de General Arenales.                                          |
| Club Atlético Defensores de Villa Ramos | Rojas              | Desafiliado | Antecesor del actual Boca Juniors. |
| Club Atlético Ernesto Lazzatti          | Rojas              | Desafiliado | Antecesor del actual Boca Juniors. |
| Club Atlético Independiente             | O'Higgins          | Desafiliado | Supo participar de la Liga Deportiva de Chacabuco. |
| Club Atlético Independiente             | Rafael Obligado    | Desafiliado | |
| Club Atlético La Vigía                  | Rojas              | Desafiliado | |
| Club Atlético Los Diablos Rojos         | La Angelita        | Desafiliado | Afiliado en 1954. También supo jugar en la Liga Deportiva de Colón. También supo participar de la Liga Deportiva de General Arenales.                           |
| Club Atlético Los Indios                | Los Indios         | Desafiliado | |
| Club Atlético San José                  | Roberto Cano       | Desafiliado | También supo obtener el Campeonato de Campeones de la Federación Norte de Fútbol en 1983. Club fundador de la Liga. También supo jugar en la Liga de Pergamino. |
| Club Deportivo Hunter                   | Paraje Hunter      | Desafiliado | Afiliado en 1946. |
| Club El Fortín                          | Rojas              | Desafiliado | |
| Club Guido Spano                        | Paraje Guido Spano | Desafiliado | |
| Club Social y Deportivo Inés Indart     | Inés Indart        | Desafiliado | Participó con fútbol femenino en 2021. |
| Club Tiro Federal                       | Rojas              | Desafiliado | |
| Complejo Polideportivo                  | Rafael Obligado    | Desafiliado | Participó con fútbol femenino en 2021. |
| O'Higgins Fútbol Club                   | O'Higgins          | Desafiliado | Supo participar de la Liga Deportiva de Chacabuco. |
| Singlar Club Social y Deportivo         | Ascensión          | Desafiliado | Participa de la Liga Deportiva de General Arenales. |

## Historial de campeones
Los siguientes son los campeones de todos los torneos disputados en la Liga.

### Por año
| Año  | Campeonato    | Ganador          | Ciudad             |
| ---- | ------------- | ---------------- | ------------------ |
| 1941 | Único         | San José         | Roberto Cano       |
| 1942 | Único         | Jorge Newbery    | Rojas              |
| 1943 | Único         | San José         | Roberto Cano       |
| 1944 | Único         | San José         | Roberto Cano       |
| 1945 | Único         | Argentino        | Rojas              |
| 1946 | Único         | Argentino        | Rojas              |
| 1947 | Único         | Guido Spano      | Paraje Guido Spano |
| 1948 | Único         | Jorge Newbery    | Rojas              |
| 1949 | Único         | Argentino        | Rojas              |
| 1950 | Único         | Unión            | Las Carabelas      |
| 1951 | Único         | San José         | Roberto Cano       |
| 1952 | Único         | Carabelas        | Las Carabelas      |
| 1953 | Único         | Jorge Newbery    | Rojas              |
| 1954 | Único         | Unión            | Las Carabelas      |
| 1955 | Único         | Jorge Newbery    | Rojas              |
| 1956 | Único         | El Fortín        | Rojas              |
| 1957 | Único         | El Huracán       | Rojas              |
| 1958 | Único         | El Huracán       | Rojas              |
| 1959 | Único         | El Fortín        | Rojas              |
| 1960 | Único         | San José         | Roberto Cano       |
| 1961 | Único         | Juventud         | Rojas              |
| 1962 | Único         | Argentino        | Rojas              |
| 1963 | Único         | Argentino        | Rojas              |
| 1964 | Único         | Argentino        | Rojas              |
| 1965 | Único         | Argentino        | Rojas              |
| 1966 | Único         | Carabelas        | Las Carabelas      |
| 1967 | Único         | Juventud         | Rojas              |
| 1968 | Único         | Colonial         | Ferré              |
| 1969 | Único         | Argentino        | Rojas              |
| 1970 | Único         | Argentino        | Rojas              |
| 1971 | Único         | Argentino        | Rojas              |
| 1972 | Único         | Argentino        | Rojas              |
| 1973 | Único         | Argentino        | Rojas              |
| 1974 | Único         | Deportivo Hunter | Paraje Hunter      |
| 1975 | Único         | Boca Juniors     | Rojas              |
| 1976 | Único         | Boca Juniors     | Rojas              |
| 1977 | Único         | Argentino        | Rojas              |
| 1978 | Único         | Unión            | Las Carabelas      |
| 1979 | Único         | Unión            | Las Carabelas      |
| 1980 | Único         | El Huracán       | Rojas              |
| 1981 | Único         | Argentino        | Rojas              |
| 1982 | Único         | San José         | Roberto Cano       |
| 1983 | Único         | Jorge Newbery    | Rojas              |
| 1984 | Único         | Jorge Newbery    | Rojas              |
| 1985 | Único         | Boca Juniors     | Rojas              |
| 1986 | Único         | Boca Juniors     | Rojas              |
| 1987 | Único         | Boca Juniors     | Rojas              |
| 1988 | Único         | Argentino        | Rojas              |
| 1989 | Único         | Juventud         | Rojas              |
| 1990 | Único         | Jorge Newbery    | Rojas              |
| 1991 | Único         | Juventud         | Rojas              |
| 1992 | Único         | Carabelas        | Las Carabelas      |
| 1993 | Único         | Boca Juniors     | Rojas              |
| 1994 | Único         | Unión            | Las Carabelas      |
| 1995 | Único         | Unión            | Las Carabelas      |
| 1996 | Único         | Argentino        | Rojas              |
| 1997 | Único         | Carabelas        | Las Carabelas      |
| 1998 | Único         | Jorge Newbery    | Rojas              |
| 1999 | Único         | Jorge Newbery    | Rojas              |
| 2000 | Único         | Jorge Newbery    | Rojas              |
| 2001 | Único         | Jorge Newbery    | Rojas              |
| 2002 | Único         | Boca Juniors     | Rojas              |
| 2003 | Único         | Argentino        | Rojas              |
| 2004 | Único         | Jorge Newbery    | Rojas              |
| 2005 | Único         | Boca Juniors     | Rojas              |
| 2006 | Único         | Carabelas        | Las Carabelas      |
| 2007 | Único         | El Huracán       | Rojas              |
| 2008 | Único         | Juventud         | Rojas              |
| 2009 | Único         | El Huracán       | Rojas              |
| 2010 | Único         | Jorge Newbery    | Rojas              |
| 2011 | Único         | El Huracán       | Rojas              |
| 2012 | Único         | El Huracán       | Rojas              |
| 2013 | Único         | El Huracán       | Rojas              |
| 2014 | Único         | Carabelas        | Las Carabelas      |
| 2015 | Único         | Argentino        | Rojas              |
| 2016 | Único         | El Huracán       | Rojas              |
| 2017 | Único         | Argentino        | Rojas              |
| 2018 | Único         | Argentino        | Rojas              |
| 2019 | Único         | El Huracán       | Rojas              |
| 2020 | No se disputó | No se disputó    | No se disputó      |
| 2021 | Único         | Jorge Newbery    | Rojas              |
| 2022 | Único         | Jorge Newbery    | Rojas              |
| 2023 | En disputa    | En disputa       | En disputa         |

### Por club
| Equipo                                                    | Ciudad                                                    | Total | Campeonatos |
| --------------------------------------------------------- | --------------------------------------------------------- | ----- | --- |
| Argentino                                                 | Rojas                                                     | 21    | 1945, 1946, 1949, 1962, 1963, 1964, 1965, 1969, 1970, 1971, 1972, 1973, 1977, 1981, 1988, 1996 2003, 2015, 2017, 2018, 2021 |
| Jorge Newbery                                             | Rojas                                                     | 14    | 1942, 1948, 1953, 1955, 1983, 1984, 1990, 1998, 1999, 2000, 2001, 2004, 2010, 2022                                          |
| El Huracán                                                | Rojas                                                     | 10    | 1957, 1958, 1980, 2007, 2009, 2011, 2012, 2013, 2016, 2019                                                                  |
| Boca Juniors                                              | Rojas                                                     | 8     | 1975, 1976, 1985, 1986, 1987, 1993, 2002, 2005                                                                              |
| Unión                                                     | Las Carabelas                                             | 6     | 1950, 1954, 1978, 1979, 1994, 1995                                                                                          |
| San José                                                  | Roberto Cano                                              | 6     | 1941, 1943, 1944, 1951, 1960, 1982                                                                                          |
| Carabelas                                                 | Las Carabelas                                             | 6     | 1952, 1966, 1992, 1997, 2006, 2014                                                                                          |
| Juventud                                                  | Rojas                                                     | 5     | 1961, 1967, 1989, 1991, 2008                                                                                                |
| El Fortín                                                 | Rojas                                                     | 2     | 1956, 1959 |
| Deportivo Hunter                                          | Paraje Hunter                                             | 1     | 1974 |
| Colonial                                                  | Ferré                                                     | 1     | 1968 |
| Guido Spano                                               | Paraje Guido Spano                                        | 1     | 1947 |
| Campeonatos desiertos/sin resolución/años sin campeonatos | Campeonatos desiertos/sin resolución/años sin campeonatos | 1     | 2020 |

### Torneos interligas
| Edición                         | Ligas organizadoras | Campeón                     | Ciudad                      |
| ------------------------------- | --- | --------------------------- | --------------------------- |
| 2005 Torneo de las Cuatro Ligas | Liga Deportiva de Fútbol de Rojas, Liga de Fútbol de Salto, Liga Deportiva de Colón, Liga de Fútbol de Pergamino                                                                                          | Sports                      | Salto                       |
| 2006 Torneo de las Cuatro Ligas | Liga Deportiva de Fútbol de Rojas, Liga de Fútbol de Salto, Liga Deportiva de Colón, Liga de Fútbol de Pergamino                                                                                          | Defensores                  | Salto                       |
| 2007 Torneo de las Cuatro Ligas | Liga Deportiva de Fútbol de Rojas, Liga de Fútbol de Salto, Liga Deportiva de Colón, Liga de Fútbol de Pergamino                                                                                          | Sports                      | Pergamino                   |
| 2008 Torneo de las Cuatro Ligas | Liga Deportiva de Fútbol de Rojas, Liga de Fútbol de Salto, Liga Deportiva de Colón, Liga de Fútbol de Pergamino                                                                                          | Sportivo Barracas           | Colón                       |
| 2009 Torneo de las Cuatro Ligas | Liga Deportiva de Fútbol de Rojas, Liga de Fútbol de Salto, Liga Deportiva de Colón, Liga de Fútbol de Pergamino                                                                                          | El Huracán                  | Rojas                       |
| 2010 Torneo de las Siete Ligas  | Liga Deportiva del Oeste, Liga Deportiva de Chacabuco, Liga Bragadense de Fútbol, Liga Deportiva de General Arenales, Liga de Fútbol de Salto, Liga Deportiva de Colón, Liga Deportiva de Fútbol de Rojas | Defensores                  | Salto                       |
| 2011 Torneo de las Siete Ligas  | Liga Deportiva del Oeste, Liga Deportiva de Chacabuco, Liga Bragadense de Fútbol, Liga Deportiva de General Arenales, Liga de Fútbol de Salto, Liga Deportiva de Colón, Liga Deportiva de Fútbol de Rojas | Social                      | Ascensión                   |
| 2012 Torneo de las Seis Ligas   | Liga Deportiva del Oeste, Liga Deportiva de Chacabuco, Liga Deportiva de General Arenales, Liga de Fútbol de Salto, Liga Deportiva de Colón, Liga Deportiva de Fútbol de Rojas                            | Jorge Newbery               | Junín                       |
| 2013 Torneo de las Seis Ligas   | Liga Deportiva del Oeste, Liga Deportiva de Chacabuco, Liga Deportiva de General Arenales, Liga de Fútbol de Salto, Liga Deportiva de Colón, Liga Deportiva de Fútbol de Rojas                            | Social                      | Ascensión                   |
| 2014 Torneo de las Seis Ligas   | Liga Deportiva del Oeste, Liga Deportiva de Chacabuco, Liga Deportiva de General Arenales, Liga de Fútbol de Salto, Liga Deportiva de Colón, Liga Deportiva de Fútbol de Rojas                            | Sportivo Barracas           | Colón                       |
| 2015 Torneo de las Tres Ligas   | Liga Deportiva de Fútbol de Rojas, Liga Deportiva de General Arenales, Liga Deportiva Central Vedia, Liga Amateur de Deportes de Lincoln                                                                  | El Linqueño                 | Lincoln                     |
| 2016 Torneo de las Tres Ligas   | Liga Deportiva de Fútbol de Rojas, Liga Deportiva de General Arenales, Liga Deportiva de Colón | El Huracán                  | Rojas                       |
| 2017 Torneo de las Tres Ligas   | Liga Deportiva de Fútbol de Rojas, Liga Deportiva de General Arenales, Liga Deportiva de Colón | Racing Club                 | Colón                       |
| 2018 Torneo Rojas / Colón       | Liga Deportiva de Fútbol de Rojas, Liga Deportiva de Colón | Sportivo Barracas           | Colón                       |
| 2019 Torneo Rojas / Colón       | Liga Deportiva de Fútbol de Rojas, Liga Deportiva de Colón | Sportivo Barracas           | Colón                       |
| 2022 Torneo Rojas / Colón       | Liga Deportiva de Fútbol de Rojas, Liga Deportiva de Colón | Sportivo Barracas           | Colón                       |
| 2023 Torneo Rojas / Colón       | Liga Deportiva de Fútbol de Rojas, Liga Deportiva de Colón | Argentino                   | Rojas                       |
| 2023 Torneo de las Seis Ligas   | Liga Deportiva del Oeste, Liga Deportiva de Chacabuco, Liga Deportiva de General Arenales, Liga Deportiva de Colón, Liga Deportiva de Fútbol de Rojas, Liga de Fútbol de Pergamino                        | En disputa, arrancó el 6/9. | En disputa, arrancó el 6/9. |